# 單色蛇鱔
單色蛇鱔，又稱單色蝮鯙，為輻鰭魚綱鰻鱺目鯙亞目鯙科的其中一種，分布於印度太平洋區，從東非至社會群島海域，棲息深度5-25公尺，體長可達40公分，為底棲性魚類，生活在淺海潟湖至深水礁坡，屬肉食性，生活習性不明。
其种加词unicolor意为“单色的”。